# Некрасов, Владислав Владимирович
Владислав Владимирович Некрасов — тележурналист, режиссёр, алтарник Храма во имя святителя Иннокентия Московского.

## Биография
Родился 13 октября 1970 года в Свердловске. Учился в Уральском политехническом институте на радиофакультете. После окончания вуза по распределению попал в конструкторское бюро на «Уралтрансмаш», где числился 14 месяцев и, по его собственным словам, «ничего не делал».
13 октября 1993 года устроился журналистом на «Четвёртый канал» в новостную программу «Тик-так». В 1993—1995 годах параллельно с работой в новостях проходил службу в УИН (сейчас ГУ ФСИН) — в газете «Зона». 1 сентября 1994 года с частью команды «Тик-така» перешёл в новостную программу «9 ½» ТАУ, где среди прочих спецпроектов в 1997 году снял первый документальный фильм о гибели тургруппы Дятлова.. В начале мая 2013 года на экраны вышла новая двухсерийная версия документального фильма о тургруппе Дятлова, где рассматриваются новые версии трагедии.
27 мая 1999 года в Москве от имени ТАУ получил высшую телевизионную награду России ТЭФИ за документальный фильм «Экстремальная башня».
19 марта 2012 года на федеральном телеканале Перец вышел первый выпуск программы Владислава Некрасова «Чо происходит?». Программе было выделено 30 минут (с учетом рекламы), причем выходить она должна была ежедневно по будням. Содержание передачи походило на «9 ½» — такие же «околокриминальные» новости, только в отличие от программы Шеремета, в «Чо происходит?» половина эфирного времени была посвящена событиям из Свердловской области, а вторая половина событиям из других регионов России. Новости из Свердловской области поставляло ТАУ, а из других регионов иные информационные агентства. Программа просуществовала меньше года.

## Вероисповедание
19 января 2009 года крестился. В сентябре 2009 года настоятель Храма св. Иннокентия Московского отец Владимир доверил прислуживать в алтаре на Северных воротах.

## Личная жизнь
13 июля 2001 года женился. Воспитывает дочь Катю и сына Федора.